# Брайтон (Айова)
Брайтон (англ. Brighton) — місто (англ. city) в США, в окрузі Вашингтон штату Айова. Населення — 600 осіб (2020).

## Географія
Брайтон розташований за координатами 41°10′27″ пн. ш. 91°49′16″ зх. д. / 41.17417° пн. ш. 91.82111° зх. д. (41.174169, -91.821244).  За даними Бюро перепису населення США в 2010 році місто мало площу 1,85 км², уся площа — суходіл. В 2017 році площа становила 2,02 км², уся площа — суходіл.

## Демографія
Згідно з переписом 2010 року, у місті мешкали 652 особи в 269 домогосподарствах у складі 178 родин. Густота населення становила 353 особи/км².  Було 295 помешкань (160/км²).
Расовий склад населення:
| - 98,8 % — білих - 0,3 % — чорних або афроамериканців - 0,2 % — вихідців з тихоокеанських островів - 0,2 % — корінних американців - 0,2 % — азіатів |

До двох чи більше рас належало 0,5 %. Частка іспаномовних становила 2,8 % від усіх жителів.
За віковим діапазоном населення розподілялося таким чином: 23,6 % — особи молодші 18 років, 59,5 % — особи у віці 18—64 років, 16,9 % — особи у віці 65 років та старші. Медіана віку мешканця становила 39,5 року. На 100 осіб жіночої статі у місті припадало 103,8 чоловіків;  на 100 жінок у віці від 18 років та старших — 98,4 чоловіків також старших 18 років.
Середній дохід на одне домашнє господарство  становив 42 570 доларів США (медіана — 39 107), а середній дохід на одну сім'ю — 49 251 долар (медіана — 46 607). Медіана доходів становила 32 167 доларів для чоловіків та 27 250 доларів для жінок. За межею бідності перебувало 16,7 % осіб, у тому числі 19,4 % дітей у віці до 18 років та 9,1 % осіб у віці 65 років та старших.
Цивільне працевлаштоване населення становило 265 осіб. Основні галузі зайнятості: виробництво — 26,0 %, освіта, охорона здоров'я та соціальна допомога — 23,4 %, будівництво — 12,8 %, роздрібна торгівля — 12,5 %.